# 上小出町
上小出町（かみこいでまち）は、群馬県前橋市の地名。上小出町一丁目から上小出町三丁目まである。郵便番号は371-0037。2013年現在の面積は0.83km2。

## 地理
群馬県水産試験場と桃ノ木川に挟まれており、住宅街になっているため、道が碁盤目になっている。

### 河川
- 広瀬川
- 桃ノ木川

## 歴史
江戸時代頃からある地名であり、前橋藩領だった。

### 年表
- 1889年4月1日 町村制施行により上小出村は下小出村、北代田村、下細井村、上細井村、龍蔵寺村、青柳村、日輪寺村、川端村、荒牧村、川原島新田村、関根村、田口村と合併し南勢多郡南橘村が成立する。
- 1896年4月1日 郡統合（南勢多郡と東群馬郡の統合）により南橘村は勢多郡に所属する。
- 1954年9月1日 勢多郡南橘村は前橋市に編入合併する。そのため前橋市上小出町となる。
- 1965年 一部が昭和町1-3丁目となる。
- 1982年 一部が下小出町1-3丁目となる。また、下小出町の一部と元上小出町が合併し、上小出町2-3丁目が成立する。

## 世帯数と人口
2017年（平成29年）8月31日現在の世帯数と人口は以下の通りである。
| 丁目           | 世帯数    | 人口    |
| -------------- | --------- | ------- |
| 上小出町一丁目 | 566世帯   | 1,240人 |
| 上小出町二丁目 | 668世帯   | 1,317人 |
| 上小出町三丁目 | 700世帯   | 1,431人 |
| 計             | 1,934世帯 | 3,988人 |

## 小・中学校の学区
市立小・中学校に通う場合、学区は以下の通りとなる。
| 丁目           | 番地                         | 小学校             | 中学校                                |
| -------------- | ---------------------------- | ------------------ | ------------------------------------- |
| 上小出町一丁目 | 全域                         | 前橋市立岩神小学校 | 前橋市立第三中学校                    |
| 上小出町二丁目 | 一部（国道17号線以西の一部） | 前橋市立岩神小学校 | 前橋市立第三中学校 前橋市立南橘中学校 |
| 上小出町二丁目 | 一部（国道17号線以西の一部） | 前橋市立荒牧小学校 | 前橋市立第三中学校 前橋市立南橘中学校 |
| 上小出町二丁目 | 一部（国道17号線以東）       | 前橋市立桃川小学校 | 前橋市立第三中学校 前橋市立南橘中学校 |
| 上小出町三丁目 | 一部（国道17号線以西）       | 前橋市立荒牧小学校 | 前橋市立南橘中学校                    |
| 上小出町三丁目 | 一部（国道17号線以東）       | 前橋市立桃川小学校 | 前橋市立南橘中学校                    |

## 交通

### 鉄道
鉄道駅はない。

### 道路
国道は国道17号が通っていて、県道は通っていない。

## 施設
- 上小出国体公園
- 群馬県立赤城特別支援学校
- 小出発電所
- 群馬テレビ本社